# Stefan Wodoslawsky
Stefan Wodoslawsky (* 1952 in Sydney in Nova Scotia, Kanada) ist ein kanadischer Filmproduzent, Produktionsleiter und Filmschaffender, der 1980 gemeinsam mit Roman Kroitor für und mit seinem Kurzfilm Bravery in the Field für einen Oscar nominiert war.

## Biografie
Wodoslawsky wurde in seiner Anfangszeit im Filmbereich mit dem National Film Board of Canada assoziiert, da er in dieser Zeit vor allem Filme mit der auch als Produktionsunternehmen arbeitenden staatlichen kanadischen Filmbehörde inszenierte. In Zusammenarbeit mit Roman Kroitor entstand auch der 1979 für einen Oscar in der Kategorie „Bester Kurzfilm“ entstandene Film Bravery in the Field. Der Film wurde zudem mit dem Genie Award in der Kategorie „Bestes TV-Drama“ ausgezeichnet.
In den 1980er-Jahren trat Wodoslawsky auch in einer Reihe von Filmen als Schauspieler auf, angefangen mit Giles Walkers Mockumentary-Trilogie, einmal dem Dokumentarfilm The Masculine Mystique, zum zweiten der Filmkomödie Neunzig Tage und drittens der erotischen Komödie The Last Straw. Auch in dem kanadischen Filmdrama Something About Love war Wodoslawsky als Schauspieler aktiv, er spielte dort Wally Olynyk, einen Mann, der nach vielen Jahren in seine Heimat zurückkehrt, um seinem an Demenz erkrankten Vater wieder näherzukommen, von dem er sich entfremdet hatte. Der Film erhielt zwei Nominierungen für den Genie Award. Wodoslawsky war außerdem Co-Produzent und arbeitete am Drehbuch mit. Zur gleichen Zeit unterstützte er zudem Tony Ianzelo bei dessen Dokumentarfilm Give Me Your Answer True mit Donald Sutherland.
Nachdem Wodolawsky aus dem National Film Board ausgeschieden war, trat er der kommerziellen Produktionsfirma Allegro Film bei und war in erster Linie an dramatischen Filmen fürs Fernsehen beteiligt. Für das Familiendrama Blue Line (1985) schrieb er zusammen mit Tom Berry das Drehbuch. Der Film handelt von dem introvertierten jungen Jamie, der von seinem Vater dominiert wird, aber insgeheim davon träumt, beim Montreal International Marathon zu laufen, wofür er auch einiges tut. Bei dem 1987 entstandenen romantischen Drama Verrückter Mond war Wodoslawsky auch als Schauspieler tätig, schrieb das Drehbuch und produzierte den Film mit Kiefer Sutherland in der Hauptrolle. Eine willensstarke und trotz ihrer Taubstummheit lebensfrohe junge Frau hilft einem neurotischen jungen Mann dabei, besser mit dem Leben klarzukommen. Der 1995 von Wodoslawsky mit produzierte Horror-Thriller Screamers – Tödliche Schreie beruht auf einer Vorlage des amerikanischen Autors Philip K. Dick und fand im Jahr 2009 eine Fortsetzung mit Screamers: The Hunting. Bekannt ist Wodolawsky auch für seinen Katastrophenfilm Ice Twister 2 – Arctic Blast (2010), in dessen Handlung die Ozonschicht gerissen ist, wodurch ein eisiger Kältenebel über die Erde hereinzubrechen und alles Leben zu zerstören droht.

## Filmografie (Auswahl)
– als Produzent oder Co-Produzent, wenn nicht anders angegeben –
- 1977: The Red Dress (Fernsehfilm; nur Produktions-Koordinator und Regieassistenz)
- 1979: Twice Upon an Time… (Kurzfilm)
- 1979: Gopher Broke (Kurzfilm)
- 1979: Bravery in the Field (Kurzfilm, auch Regieassistenz)
- 1983: The Wars
- 1984: The Masculine Mystique (nur Schauspieler)
- 1985: Neunzig Tage (90 Days; nur Schauspieler)
- 1985: Blue Line (nur Drehbuch)
- 1987: The Last Straw (nur Schauspieler)
- 1987: Verrückter Mond (Crazy Moon; auch Schauspieler und Drehbuch)
- 1987: Give Me Your Answer True (Dokumentarfilm, auch Regie + Sprecher)
- 1988: Something About Love  (auch Schauspieler und Drehbuch)
- 1989: Blind Fear – Nackte Angst (Blind Fear; nur Schauspieler)
- 1989: Fantasy Island – Die Geisterinsel (George’s Island; auch Regieassistenz)
- 1991: Psychic
- 1992: Twin Sisters – Der Callgirl-Killer (auch Schauspieler)
- 1993: Marys Nachbar (The Neighbor)
- 1994: The Paperboy – Mörderische Unschuld (The Paper Boy)
- 1994: Wiege des Terrors (Relative Fear)
- 1995: Screamers – Tödliche Schreie (Screamers)
- 1995: Die falsche Mörderin (The Wrong Woman)
- 1996: Never Too Late (auch Schauspieler)
- 1997: The Assignment – Der Auftrag (The Assignment)
- 1998: Freundinnen über den Tod hinaus (Twist of Fate; nur Produktionsleiter)
- 1998: Entführt – Tage der Angst (Captive; Fernsehfilm)
- 1998: False Pretense – Der Schein trügt (Dead End; VerWT Im Sternzeichen des Todes)
- 1998: Der Preis der Begierde (Fatal Affair)
- 1999: Symphonie des Todes (Requiem for Murder)
- 1999: Heimlicher Pakt (The Secret Pact)
- 1999: Zeugin auf der Flucht (The Witness Files)
- 1999: Verhängnisvolle Entführung (Taken)
- 2000: Der Kuss der Killerin (Revenge)
- 2000: Die Handschrift des Killers (Reaper; auch Regieassistenz)
- 2000: Kein Alibi – Dunkles Geheimnis (No Alibi)
- 2001: Stiletto Dance
- 2001: The Unsaid – Lautlose Schreie (The Unsaid; VerWT Lass die Vergangenheit ruhen)
- 2002: You Stupid Man (VerWT Love Birds, Love Birds – Liebe auf den zweiten Blick)
- 2003: A Woman Hunted (auch Produktionsleiter)
- 2004: Saving Emily (Fernsehfilm; auch Produktionsleiter)
- 2005: Verbotene Liebe – Ein mörderisches Spiel (A Killer Upstairs)
- 2005: Feuerhölle (Descent; VerWT Projekt D.E.E.P. – In brennender Tiefe)
- 2005: Swarmed – Das tödliche Summen (Swarmed; Fernsehfilm)
- 2006: Solar Attack – Der Himmel brennt (Solaris Attack; Fernsehfilm)
- 2006: Wenn der Mond auf die Erde stürzt (Earthstorm; Fernsehfilm)
- 2007: Die Feuerschlange (Fire Serpent; Fernsehfilm)
- 2007: Trügerische Freiheit – Der Mörder wartet auf dich (Framed for Murder; Fernsehfilm)
- 2008: The Perfect Assistant (VerwT Perfect Secretary)
- 2008: Mit 17 bis Du tot (Dead at 17; Fernsehfilm; auch Produktionsleiter)
- 2009: Screamers: The Hunting
- 2009: A Nanny’s Secret (Fernsehfilm; auch Produktionsleiter)
- 2010: Ice Twister 2 – Arctic Blast (VerWT Ice Twister 2 – Der Megasturm und Arctic Blast – Wenn die Welt gefriert)
- 2010: Verführt (The Perfect Teacher; Fernsehfilm)
- 2011: Metal Tornado (Fernsehfilm)
- 2012: Christmas Planner – Was für eine Bescherung (The Christmas Consultant; Fernsehfilm)
- 2014: 24 Hour Rental (Fernsehserie, 13 Folgen)
- 2014: Eiskalter Engel – Tod im College (Dead on Campus)
- 2015: Killer Crush (Fernsehfilm)
- 2016: Newlywed and Dead (Fernsehfilm)

## Auszeichnungen
- Oscarverleihung 1980: Oscarnominierung für und mit Bravery in the Field in der Kategorie „Bester Kurzfilm“
- Gemini Awards 1986: Nominierung zusammen mit Tom Berry in der Kategorie „Bestes TV-Drama“ Blue Line